# Francis Dickoh
Francis Dickoh (ur. 13 grudnia 1982 w Kopenhadze) – ghański piłkarz występujący na pozycji obrońcy.

## Kariera klubowa
Dickoh zawodową karierę rozpoczynał w klubie Boldklubben 1893. W 2001 roku przeszedł do drugoligowego Farum BK. Od czasu debiutu pełnił tam rolę rezerwowego. Już w pierwszym sezonie awansował z klubem do pierwszej ligi. W tych rozgrywkach zadebiutował 28 lipca 2002 w przegranym 0:2 meczu z Aarhus GF. W sezonie 2002/2003 zajął z klubem 3. miejsce. Przed rozpoczęciem następnego sezonu jego klub zmienił nazwę na FC Nordsjælland. Od początku tamtego sezonu Dickoh stał się podstawowym graczem swojego zespołu. 20 września 2003 w zremisowanym 1:1 meczu z Esbjerg fB strzelił pierwszego gola w trakcie gry w pierwszej lidze duńskiej. W FC Nordsjælland grał sierpnia 2006. Wówczas odszedł z klubu.
Jego nową drużyną został holenderski FC Utrecht, do którego przeszedł za 40 tysięcy euro. W Eredivisie zadebiutował 26 sierpnia 2006 w zremisowanym 2:2 pojedynku ze Spartą Rotterdam. 18 marca 2007 w wygranym 2:0 spotkaniu z Vitesse Arnhem zdobył pierwszą bramkę w trakcie gry w Eredivisie. W 2007 roku dotarł z klubem do trzeciej rundy Pucharu Intertoto, jednak jego klub przegrał tam swój mecz i nie awansował do Pucharu UEFA.
W 2010 roku Dickoh przeszedł do szkockiego Hibernianu, a po roku przeniósł się do Grecji, do drużyny Aris FC. Następnie grał w Cercle Brugge, a w 2013 roku przeszedł do FC Midtjylland.
W styczniu 2016 roku Dickoh został graczem klubu SønderjyskE Fodbold. Karierę kończył w 2017 w Lillestrøm SK.

## Kariera reprezentacyjna
Mimo iż Dickoh urodził się w Danii, jest reprezentantem Ghany, skąd pochodzą jego rodzice. W reprezentacji Ghany zadebiutował 14 listopada 2005 w towarzyskim meczu z Arabią Saudyjską. W 2006 roku był uczestnikiem Pucharu Narodów Afryki, z którego jego reprezentacja odpadła po fazie grupowej.